# Lowrider

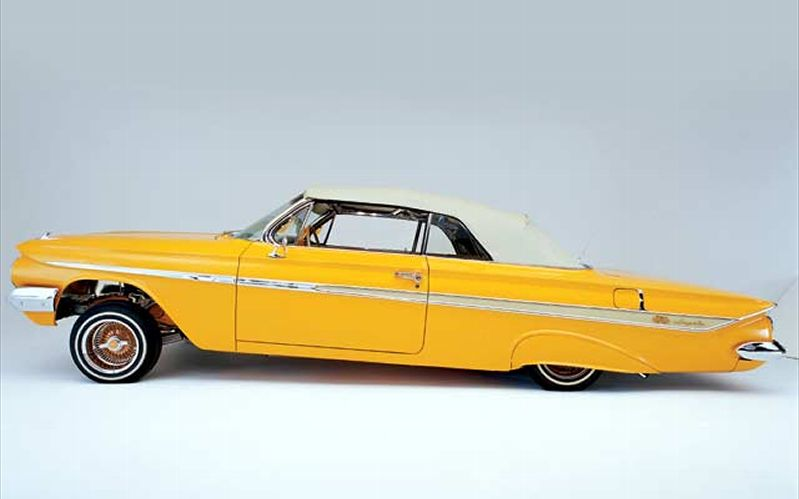

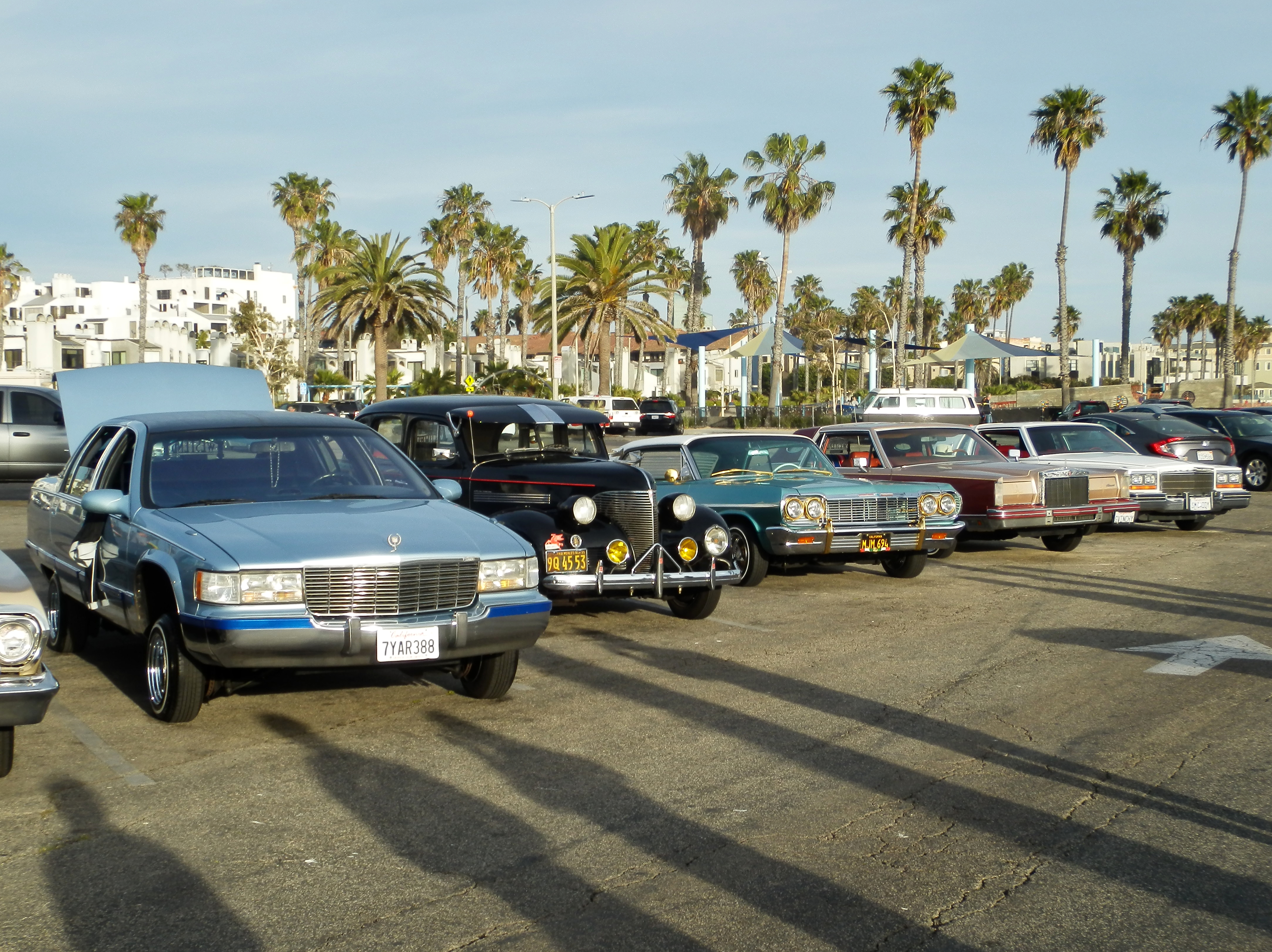

Lowrider são os carros com o sistema de suspensão modificado e que anda tão junto ao chão quanto possível.
Atualmente se usa mais a suspensão hidráulica, mas mesmo assim os mais saudosistas apenas retiram as molas da suspensão. A cultura Lowrider surgiu nas periferias dos Estados Unidos, na divisa com o México. Por pessoas comuns que queriam ser diferentes. Assim, colocavam sacos de areia ou sacos de pedra no porta-malas de seus Chevrolet Impalas, dando assim origem ao Lowrider.

## História
Na década de 50 nos Estados Unidos mais precisamente no estado da Califórnia várias customizações dos automóveis foram proibidas pelas autoridades locais, impedindo então de usarem carros rebaixados, a fiscalização na época media apenas a altura então logo foi inventado sistemas que abaixavam e levantavam os automóveis permitindo ter um veículo rebaixado e dentro da lei quando fosse vistoriado. Os Lowriders não só encostam a carroceria no solo, mas também executam manobras como saltos ou andam em 3 rodas (Three Wheel Motion), existem também competições especializadas para medir qual a altura o carro chega.
Hoje em dia, pouca coisa mudou. No Brasil os Lowriders são um número pequeno, mas que por onde passam despertam a curiosidade de quem nunca viu. O  clube Otra Vida, liderado por Alemão, é o primeiro clube de Lowrider no Brasil.

## Características
O lowrider tem como características básicas carros das décadas de 50 a 70 (Geralmente um Chevrolet Impala ou um Chevrolet Monte Carlo) sem nenhum tipo de custumização externa, com exceção a pintura, da capota conversível e das rodas raiadas. A suspensão do Lowrider não é a ar, mas sim hidráulica e é alimentada pelas baterias que vão no porta-malas (geralmente 8 ou mais) e o dono do carro controla a suspensão com um conjunto de chaves que controlam a altura de cada roda do carro, sendo possível fazer o carro pular ou andar sobre 3 rodas. Hoje em dia muitos rappers americanos agregam aos veículos rodas banhadas a ouro, diamantes em alguns detalhes, ou até mesmo pintura do motor banhada a ouro, mas que também podem ser comparados a outros estilos de cultura, como DUB ou Custom.